# Ituriregnskoven
 For alternative betydninger, se Ituri (flertydig). (Se også artikler, som begynder med Ituri (flertydig))
Ituriregnskoven (fransk: Forêt tropicale de l'Ituri) er en regnskov beliggende i Ituriprovinsen i den nordøstlige del af den Demokratiske Republik Congo. Skovens har navn efter den nærliggende Ituriflod, som strømmer gennem regnskoven og forbinder først til Aruwimi-floden og til sidst ind i Congofloden.

## Geografi
Ituri regnskoven har et areal er omkring 63.000 km2 og ligger mellem 0° og 3°N og 27° og 30° E. Højden i Ituri varierer fra omkring 700 og 1000 moh. Klimaet er varmt og fugtigt. Omkring en femtedel af regnskoven består af Okapi Wildlife Reserve, der er et verdensarvssted.
Området er også hjemsted for Mbuti-pygmæerne, et af jæger-samlerfolkene, der lever i de ækvatoriale regnskove, og er karakteriseret ved deres lave højde (under halvanden meter i gennemsnit). De har været genstand for forskning af en række udenforstående, herunder Patrick og Anne Eisner Putnam, som boede på bredden af Epulofloden ved kanten af Ituri. De var også genstand for en velkendt undersøgelse af Colin Turnbull, The Forest People, som blev offentliggjort i 1962.
Ituri-regnskoven blev første gang krydset af europæere i 1887 af Henry Morton Stanley på hans Emin Pasha hjælpeekspedition (en).